# 愛知県立春日井高等学校
愛知県立春日井高等学校（あいちけんりつ かすがいこうとうがっこう）は、愛知県春日井市中心部(旧東春日井郡鳥居松村域)の鳥居松町一丁目にある公立高等学校。略称は「春高」（カスこう、はるこう）。

## 概要
創立から半世紀を超える歴史の中で培われた「自主自立」の校風に抱かれ、生徒たちは明るくはつらつとした姿で学校生活を送っており、生徒の個性や能力を生かす。生徒の興味や適性に応じる。生徒の進路実現を図る。以上の三つを目標に学習指導要領に基づいた教育課程を編成している。
2023年（令和5年）度の通学区域別生徒数は春日井市が665人、名古屋市が133人、小牧市が116人、その他32人となっている。
春日井市の中心部に存在するが、グラウンドは広い。

## 沿革
- 1945年3月11日 - 春日井市は軍需工場中堅技術者養成のため春日井市立工業学校を鳥居松国民学校校舎の一部に間借りして設立。
- 1947年4月1日 - 新制中学設立により春日井工業学校募集終了、在校生は工業学校附設中学3年生、2年生となる。
- 1948年4月1日 - 春日井市は春日井市立高校を設立し春日井工業学校附設中学卒業生を入学させる。春日井工業学校附設中学3年生は同時に春日井市立高校附設中学3年生となる。
- 1948年4月1日 - 春日井市は春日井市立高校の存廃検討の結果将来、県に移管し県立春日井高校として存続させることを県に要望することを決定する。
- 1951年3月 -　春日井市立高校初の卒業式。校舎を旧鳥居松工廠内宿舎を改装して移転。
- 1952年3月 -　春日井市立高校第2回卒業式（最後の工業学校入学者）。
- 1952年4月 -　春日井市立高校は愛知県に移管。ただし設備面等の不備より春日井市希望の愛知県立春日井高等学校としてではなく、愛知県立旭丘高等学校春日井分校として設立。在校生は、愛知県立旭丘高等学校春日井分校3年、2年、1年となる。
- 1958年10月15日 -　鳥居松の現校地へ移転（現1号館）。
- 1963年4月1日 -　愛知県立旭丘高等学校春日井分校は県立春日井高等学校として独立。
- 1964年3月 -　愛知県立旭丘高等学校春日井分校として最後の卒業式。
- 1964年 - 夜間定時制課程設置。
- 1965年 1月-春光館（講堂兼体育館）竣工（因みに旭丘の講堂兼体育館名称は鯱光館）。
- 1974年3月 - 愛知県入試で学校群制度開始。春日井高等学校は単独校となる。
- 2009年 - コスモサイエンスコース新設。県内では瑞陵高校・岡崎北高校に続いて3校目の設置。
- 2011年 - 愛知県教育委員会「県立学校アクティブチャレンジ事業（魅力ある授業づくり部門）」の研究指定を受ける。
- 2022年 - コスモサイエンスコースを再編し理数コースを設置[1]。

## 校訓
1. 生活に気力
2. 学習に意欲
3. 行動に責任

## 教育目標
- いのちをたいせつにし、こころやからだを鍛え、苦難にたえる教靱なひとをめざす。
- 自分からすすんで真剣にものごとに取り組む勤勉なひとをめざす。
- 学ぶことの厳しさに耐え、進んで約束やルールを遵守するひとをめざす。
- 深く考え、礼節を重んずる重厚なひとをめざす。
- ゆたかな、広い心をもった爽やかな明るいひとをめざす。

## 校章
県立旭丘高校春日井分校から県立春日井高校に名称変更するにあたり、校内職員、生徒より図案を決定した。
桜は、春日井市の市章にちなみ、花びらを重ねて男女共学を表現した。
中央の「高」の字は、前身の旭丘高校の校章とおなじとし、伝統を受けついだ。

## 制服
男子
黒の詰襟学生服
女子
紺のセーラー服（白襟はエビ茶のラインを2本入れる）
ちなみに旭丘のセーラー服は白襟にエビ茶のラインが1本である。エビ茶は春日井高校と旭丘高校のみが使用できるスクールカラーであり、旭丘高校では校旗の地の色となっている。

## 部活動・同好会

### 運動部
- バレーボール（男・女）
- バスケットボール（男・女）
- ハンドボール（男・女）
- ソフトテニス（男・女）
- テニス（男・女）
- 卓球（男・女）
- バドミントン（男・女）
- 陸上
- サッカー
- ラグビー
- 野球
- 剣道
- 水泳
- 柔道
- 合気空手道

### 文化部
- 演劇
- 家庭科
- 茶道
- 華道
- 書道
- 美術
- 写真
- 吹奏楽
- サイエンス
- パソコン
- 文芸
- アカペラ（同好会）

## 最寄駅
- JR中央本線 勝川駅下車、徒歩で約22分。
- JR中央本線 春日井駅下車、徒歩で約24分。
- 名鉄バス（春日井線）「春日井高校前」停留所下車。

## 著名な出身者
- 遠藤友理奈（ファッションモデル）
- 沢井里奈（タレント）
- AK-69（ミュージシャン・実業家）
- ベーグル吉村（お笑いトリオ「ギャルズ」→お笑いコンビ「ポメラン」）
- 小椋研介（JRA調教師）
- 松下洋（サクソフォーン奏者・実業家）